# بابلو روميرو
بابلو روميرو (1961 - ) هو ملاكم كوبي، صنّف ضمن فئة الوزن الثقيل الخفيف ‏.